# Cyrtanthus tuckii
Cyrtanthus tuckii är en amaryllisväxtart som beskrevs av John Gilbert Baker. Cyrtanthus tuckii ingår i släktet Cyrtanthus, och familjen amaryllisväxter.

## Underarter
Arten delas in i följande underarter:
- C. t. transvaalensis
- C. t. tuckii
- C. t. viridilobus